# A sötétség kapui
A sötétség kapui (eredeti cím: Pay the Ghost) 2015-ös amerikai természetfeletti horrorfilm, melynek rendezője Uli Edel, forgatókönyvírója Dan Kay. A főszerepben Nicolas Cage, Sarah Wayne Callies, Veronica Ferres, Lauren Beatty, Jack Fulton és Elizabeth Jeanne le Roux látható.
Az Amerikai Egyesült Államokban 2015. szeptember 25-én mutatta be az RLJ Entertainment, Magyarországon kizárólag DVD-n jelent meg 2016. január 21-én.
A film negatív véleményeket kapott a kritikusoktól. A Metacritic oldalán a film értékelése 23% a 100-ból, ami 9 véleményen alapul. A Rotten Tomatoeson a Sötétség kapui 12%-os minősítést kapott, 26 értékelés alapján.
A film forgatása 2014 szeptemberében kezdődött.
Józsa Imre ebben a filmben szinkronizált utoljára Nicolas Cageet a 2016-ban bekövetkezett halála előtt

## Szereplők
| Színész             | Szereplő         | Magyar hang         |
| ------------------- | ---------------- | ------------------- |
| Nicolas Cage        | Mike Lawford     | Józsa Imre          |
| Sarah Wayne Callies | Kristen          | Majsai-Nyilas Tünde |
| Stephen McHattie    | Vak férfi        | Kertész Péter       |
| Lyriq Bent          | Reynolds nyomozó | Galambos Péter      |
| Jack Fulton         | Charlie          | Pál Dániel Máté     |

További magyar hangok: Zsurzs Kati, Spilák Klára, Németh Gábor, Juhász György, Bozó Andrea, Bodor Böbe

## Cselekménye
Egy iskolai professzor, Mike Cole (Nicolas Cage) kétségbeesetten keresi kisfiát, akit elraboltak egy Halloween party közben. Ahogy közel egy év eltelik az eltűnést követően, a szülők elkezdik látni és hallani a fiút, ahogyan ő üzenni próbál nekik a másvilágról; A professzor látja egy elhaladó buszon segítségért kiáltani, de amikor utoléri és felszáll rá, nem találja sehol sem. Mike hamarosan rátalál egy épületre, melynek falára az van írva, hogy "Fizess a szellemnek", ezt a kifejezést a fia mondta neki, mielőtt eltűnt. Bemegy az épület belsejébe, és néhány hajléktalan társaságát találja ott. Egy nő földöntúli sikolyát hallja, majd egy vak hajléktalan férfi arra kéri a többieket, hogy fedjék el a tüzet, ezt követően a vak elmondja Mikenak, hogy ezek a sikolyok minden év Halloweenja előtt hallhatók. Megkérdezi a hajléktalant, hogy mit jelent a kifejezés, ami a falra van írva. A fal hamar eltűnik, amit a hajléktalan nem lát, és Mike látja a fal mögötti másik világot, valamint egy rövid idő erejéig feltűnik a háta mögött egy démoni alak. A hajléktalan férfi gyorsan elküldi Mike-t a helyszínről.
Később a felesége látja a fia rollerét le-föl gurulni, melyet egy szellem irányít. Az nap este, miközben bort töltenek maguknak, kialszik az összes fény. Mike kinéz az ablakon és megjelenik három gyerek, akik máglyán elégnek, ezt követően megfordul és látja, hogy a lakás tele van számos élettelen és sápadt gyerekkel. Felhívnak egy médiumot, hogy vizsgálja át a lakást. A fia szobájában nem érzékel semmit, aztán hirtelen az ablakhoz sétál, nézvén a közelgő vihart és ezt mondja: "Itt van az összes gyerekkel". A lelkek nekivágják a médiumot a falnak és megfojtják, majd a kezén égési hegek jelennek meg. Egy későbbi boncolás során meglátjuk, hogy a belső szervek égett hamuvá váltak.
Később Mike felsétál az emeletre a felesége szobájába, és látja őt a fiúk hangján megszólalni, aki segítségért könyörög, és ezt mondja; "Már közeledik, ments meg tőle!". Közelebb megy a feleségéhez, és látja hogy megvágta magát egy késsel. Kitisztítja a sebet, és egy szimbólumot talál rajta, ami egy kelta Hallowween ünnepet jelent. Egy kelta résztvevő elmagyarázza – a gyerekek babákat égetnek, hogy fizessenek a szellemnek, így nem viszik el őket. A film elején New Yorkban, még az 1679-es Halloween éjszakáján, a kelta kultusz miatt egy fiatal özvegy asszony élt az első NY-i településen, akit a dühös telepesek elevenen megégettek három gyerekével együtt, mert szerintük egy boszorkány volt; Ő minden év Halloweenján bosszút vesz, amikor a szellemvilág és az alternatív világ között egy rövid idő erejéig feloldódik egy átjáró. Ez a szellem azóta minden Halloween éjszakáján, három élő gyermeket szakít el szüleiktől, hogy elvihesse őket a másik világra. Az átjárók minden halloween éjfélééig vannak nyitva, utána bezárul. De ha ezek a gyerekek az első éven belül nem kerülnek vissza az alternatív világba, akkor örökre a szellemvilágba maradnak.
A professzor képes betörni ebbe a világba, és visszahozni a fiát, valamint a többi gyereket, akik pontosan egy évvel ezelőtt tűntek el Halloweenkor.